# Suwu Lontoh
Suwu Lontoh était un joueur international de football indonésien. Son poste était attaquant.

## Biographie
Il a participé avec les Indes orientales néerlandaises aux Jeux de l'Extrême-Orient 1934, ne disputant qu'un seul match contre les Philippines, inscrivant deux buts, sans pour autant empêcher la défaite trois buts à deux. Il s'agit de sa première et unique sélection avec les Indes orientales néerlandaises.